# فيلق الجيش الرابع والأربعون
فيلق الجيش الرابع والأربعون (XXXXIV. Armeekorps) كان فيلق في الجيش الألماني خلال الحرب العالمية الثانية.

## التاريخ
القيادة العامة XXXXIV. تم تأسيس افيلق في 15 أبريل 1940 في Wehrkreis XVII (فيينا) وشارك في معركة فرنسا في قسم من الجيش السادس. في يوليو 1940، تم نقل الفيلق إلى الحكومة العامة (بولندا) ووضعه تحت قيادة الجيش الرابع.
بعد بدء عملية بربروسا (يونيو 1941)، نقل مرة أخرى تحت قيادة الجيش السادس، الفيلق 44، المكون من فرق المشاة 9 و262 و297 و57، التي تعمل على نهر بوك الجنوبي، واستولت على سوكال وكريستينوبول. خلال معركة برودي (1941)، تعرض الفيلق 45 لهجمات مضادة قوية من قبل الفيلق الآلي الخامس عشر السوفياتي. بعد تحمل الهجوم، استمر التقدم نحو كوزيتين. في أغسطس 1941، خلال معركة أومان، خضع الفيلق لجيش بانزر الأول وتقدمت إلى دنيبر بعد المعركة. في سبتمبر 1941، تم تعيينه في الجيش السابع عشر، قام الفيلق، كجزء من مجموعة شويدلر، بتأمين فرقة دنيبر في منطقة تشيركاسي خلال معركة كييف مع فرق المشاة 68 و297.
تم حل الفيلق رسميًا في 27 سبتمبر 1944 ولم تتم إعادة بنائه أبدًا.

## القادة
- الجنرال دير إنفانتري فريدريش كوخ ، 1 مايو 1940 - 10 ديسمبر 1941
- Generalleutnant أوتو ستابف، 1 يناير 1942 - 26 يناير 1942
- جنرال دير Artillerie Maximilian de Angelis ، 26 يناير 1942 - 30 نوفمبر 1943
- الجنرال دير إنفانتري فريدريش كوشلينج، 30 نوفمبر 1943 - 15 يناير 1944
- جنرال دير Artillerie Maximilian de Angelis ، 15 يناير 1944 - 8 أبريل 1944
- اللواء der Infanterie لودفيغ مولر ، 8 أبريل 1944 - أغسطس 1944 (تم تدمير أسرى الحرب والفيالق)

## منطقة العمليات
- فرنسا: مايو 1940 - يوليو 1940
- الجبهة الشرقية، القطاع الجنوبي - يونيو 1941 - أغسطس 1944 (تدمير السلك)

## روابط خارجية
- "XXXXIV. Armeekorps". Lexikon der Wehrmacht. مؤرشف من الأصل في 2019-09-13. اطلع عليه بتاريخ 2019-12-21.